# اولاداپو اولوفمی
اولاداپو اولوفمی (انگلیسی: Oladapo Olufemi؛ زادهٔ ۵ نوامبر ۱۹۸۸) بازیکن فوتبال اهل نیجریه است.
از باشگاه‌هایی که در آن بازی کرده‌است می‌توان به باشگاه فوتبال انیمبا اینترناسیونال، باشگاه فوتبال اندرلشت و باشگاه فوتبال بوآویشتا اشاره کرد.
وی همچنین در تیم‌های ملی فوتبال نیجریه بازی کرده‌است.